# 世尊寺 (台東区)
世尊寺（せそんじ）は、東京都台東区にある真言宗豊山派の寺院。

## 概要
1372年（応安5年）、豊島輝時の開基である。根岸で最も古い寺である。
この寺には、「念仏車」といわれる輪蔵がある。念仏を唱えながら回すと、経典を読誦したのと同等の功徳が得られるとされ、当時の文字の読めなかった人たちに重宝されたという。

## 所蔵品等
寺の所蔵品の一つに「紙本墨書御遺告」がある。これは弘法大師空海の遺言書の写本のことで、空海の実像を知る上で貴重な史料である。なお当寺の御遺告の写本は、比較的古い時代に書かれたものといわれている。

## 墓所
- 森田思軒（ジャーナリスト）

萬朝報等で活躍した。

## 交通アクセス
- 入谷駅より徒歩7分。